# Ethnic TV
Ethnic TV byl televizní kanál určený pro vietnamskou menšinu žijící v České republice, který se měl postupně přetvořit na kanál pro všechny menšiny. Vysílání probíhalo ve velmi nízkém rozlišení (352x288 pixelů) přes satelit.

## Historie
Společnosti HUKU s.r.o., za kterou stál Ing. Miroslav Kunc a Duy Hung Vu, byla 7. dubna 2009 Radou pro rozhlasové a televizní vysílání udělena licence k provozování televizního vysílání prostřednictvím družice.
Nekódované zkušební vysílání přes satelit Hot Bird 8 bylo zahájeno 14. května 2009. Zpočátku se vysílaly tři čtyřhodinové bloky od 12 hodin do půlnoci především ve vietnamštině s českými titulky. Ty sloužili pro snadnější překonání jazykové bariéry a možnosti vzájemného porozumění, v neposlední řadě i pro potřeby výuky češtiny. Na vysílání se podílel tým 38 pracovníků českého a vietnamského původu, a také řada externistů. Výroba pořadů byla realizovaná společně s Vietnamci a vycházely z vietnamských námětů. Ředitelem Ethnic TV byl spolumajitel společnosti HUKU s.r.o. Miroslav Kunc.
V roce 2009 byl Ethnic TV zaregistrován do nabídek kabelových a IPTV operátorů RIO Media, SELF Servis, WMS, Kabelová televize Kopřivnice (KTK), UPC Česká republika a 4M Rožnov. O rok později pak do sítí TKW, T-Systems Czech Republic, KonekTel a JON.cz.
V roce 2010 přišla společnost Viet Media se záměrem na spuštění konkurenčního českého televizního programu pro vietnamskou menšinu s názvem Viet Sen TV. Programové schéma měly tvořit pořady typu S Vietnamcem v kuchyni, jazykové kurzy, servisní informace, záznamy z vietnamské fotbalové ligy, reportáže z vietnamských oslav a další. Ty měly z 80% moderovat mladí Vietnamci. Vysílání mělo být zpočátku šířeno na internetu a později v kabelových sítích. Televizní studio mělo být vybudováno v Jesenici u Prahy za 4 miliony korun, přičemž náklady měly pokrýt prostředky z Evropského sociálního fondu.
Dne 16. prosince 2010 přešla stanice na satelit Astra 3A, ze které vysílaly i další české programy v rámci české platformy CS Link. Stanice vysílala v rámci německé satelitní platformy Media Broadcast. Vysílání přes satelit Hot Bird 8 bylo ukončeno v lednu nadcházejícího roku.
V roce 2010 bylo na majetek obou společníků provozovatele HUKU s.r.o. zřízeno zástavní právo ve prospěch společnosti Service Leasing a.s. pro nesplacené pohledávky ve výši 10 492 000 korun.
V únoru 2012 provozovatel satelitní platformy Media Broadcast odpojil programovou pozici Ethnic TV na družici Astra 3B, která již několik měsíců nevysílala.
Vzhledem k tomu, že provozovatel stanice HUKU s.r.o. neobnovil vysílání a za poslední kalendářní rok nevysílal déle jak 30 dní, odebrala mu Rada pro rozhlasové a televizní vysílání 27. března 2012 licenci.

## Programové schéma
- 12:00 - 16:00 Odpolední blok zpravodajství, publicistiky, dalších pořadů (zpravodajské relace, reportáže, poradny, dokumenty)
- 16:00 - 20:00 Podvečerní blok zpravodajství, publicistiky, dalších pořadů (zpravodajské relace, reportáže, poradny, dokumenty)
- 20:00 - 24:00 Večerní blok filmů, zábavy a dalších pořadů (filmy, hudba, zábava)

## Dostupnost

### Satelitní vysílání
| Družice           | Frekvence (GHz) | SR, FEC    | Platforma       | Kódování | Vysílací čas (SEČ) | Poznámka                      |
| ----------------- | --------------- | ---------- | --------------- | -------- | ------------------ | ----------------------------- |
| Hot Bird 8 (13°E) | 11.604/H        | 27500, 5/6 | Media Broadcast | žádné    | 24 hodin           | 14. května 2009 - leden 2011  |
| Astra 3B (23.5°E) | 11.973/V        | 27500, 5/6 | Media Broadcast | žádné    | 24 hodin           | 16. prosince 2010 - únor 2012 |

### Kabelová televize
Níže je uveden seznam kabelových sítí, ve kterých byl nabízen program Ethnic TV.

#### Česko
- KTK (Kabelová televize Kopřivnice)
- TKW
- T-Systems Czech Republic
- UPC Česká republika
- 4M Rožnov

### IPTV
Níže je uveden seznam IPTV operátorů, ve kterých byl nabízen program Ethnic TV
.

#### Česko
- JON.cz
- KonekTel
- RIO Media
- SELF Servis
- WMS

## Kritika
Televizní stanice Ethnic TV měla s vysíláním technické problémy a někdy namísto vysílání byla dostupná jen černá obrazovka. Jindy vysílala nepřetržitě týden bez zvuku. Kvalita obrazu byla velmi špatná. Stanice vysílala pouze v rozlišení 352x288 pixelů.